# Ricardo Ulloa
Ricardo Antonio Ulloa Alonso (Metapán, Santa Ana, 2 de julio de 1990) es un futbolista salvadoreño. Juega de delantero.

## Trayectoria
Inició su carrera en la tercera división del fútbol salvadoreño, con el equipo filial de Isidro Metapán, en el año 2009. Posteriormente pasó al Club Deportivo Titán de la Liga de Ascenso, y a partir del Torneo Apertura 2010 formó parte de las filas de FAS de la primera división. 
En el mes de junio del 2013 partió a la Primera División de Letonia para integrarse al FK Spartaks Jūrmala en calidad de préstamo, y terminada la temporada, en la que anotó tres goles, retornó al FAS.
Su hermano Óscar Alejandro Ulloa también es futbolista, así como su padre, Óscar «Lagarto» Ulloa.

### Selección de El Salvador
Con la selección mayor de El Salvador, debutó en un juego amistoso contra Paraguay el 6 de febrero de 2013.

## Clubes
Actualizado al último partido jugado el 16 de noviembre de 2017.
| Club Deportivo FAS · El Salvador                  | 1.ª                 | 2010-11             | ?   | 4  | - | - | 3 | 0 | 3   | 4  |
| Club Deportivo FAS · El Salvador                  | 1.ª                 | 2011-12             | 10  | 8  | - | - | - | - | 10  | 8  |
| Club Deportivo FAS · El Salvador                  | 1.ª                 | 2012-13             | 20  | 7  | - | - | 3 | 0 | 23  | 7  |
| Club Deportivo FAS · El Salvador                  | Total               | Total               | 30  | 19 | 0 | 0 | 6 | 0 | 36  | 19 |
| FK Spartaks Jūrmala Letonia                       | 1.ª                 | 2013                | 13  | 3  | 1 | 0 | - | - | 14  | 3  |
| FK Spartaks Jūrmala Letonia                       | Total               | Total               | 13  | 3  | 1 | 0 | 0 | 0 | 14  | 3  |
| Club Deportivo FAS · El Salvador                  | 1.ª                 | 2014                | 7   | 0  | - | - | - | - | 7   | 0  |
| Club Deportivo FAS · El Salvador                  | Total               | Total               | 7   | 0  | 0 | 0 | 0 | 0 | 7   | 0  |
| Santa Tecla Fútbol Club · El Salvador             | 1.ª                 | 2014                | 12  | 2  | - | - | - | - | 12  | 2  |
| Santa Tecla Fútbol Club · El Salvador             | Total               | Total               | 12  | 2  | 0 | 0 | 0 | 0 | 12  | 2  |
| Asociación Deportiva Isidro Metapán · El Salvador | 1.ª                 | 2015                | 5   | 1  | - | - | - | - | 5   | 1  |
| Asociación Deportiva Isidro Metapán · El Salvador | 1.ª                 | 2015-16             | 20  | 3  | - | - | 1 | 0 | 21  | 3  |
| Asociación Deportiva Isidro Metapán · El Salvador | Total               | Total               | 25  | 4  | 0 | 0 | 1 | 0 | 26  | 4  |
| Sonsonate Fútbol Club · El Salvador               | 1.ª                 | 2016-17             | 39  | 6  | - | - | - | - | 39  | 6  |
| Sonsonate Fútbol Club · El Salvador               | Total               | Total               | 39  | 6  | 0 | 0 | 0 | 0 | 39  | 6  |
| Asociación Deportiva Chalatenango · El Salvador   | 1.ª                 | 2017                | 9   | 0  | - | - | - | - | 9   | 0  |
| Asociación Deportiva Chalatenango · El Salvador   | Total               | Total               | 9   | 0  | 0 | 0 | 0 | 0 | 9   | 0  |
| Total en su carrera                               | Total en su carrera | Total en su carrera | 135 | 34 | 1 | 0 | 7 | 0 | 143 | 34 |
| (2) No incluye goles en partidos amistosos.       |                     |                     |     |    |   |   |   |   |     |    |

Segunda División de El Salvador
| Club                                     | País        | Año         |
| ---------------------------------------- | ----------- | ----------- |
| Asociación Deportiva Isidro Metapán (3°) | El Salvador | 2009        |
| Club Deportivo Titán                     | El Salvador | 2009 - 2010 |

### Selección nacional
| Selección                                   | Año                 | Partidos | Goles |
| ------------------------------------------- | ------------------- | -------- | ----- |
| El Salvador                                 |                     |          |       |
| 2012                                        | 2                   | 0        |       |
| 2013                                        | 1                   | 0        |       |
| Total en su carrera                         | Total en su carrera | 3        | 0     |
| Estadísticas hasta el 7 de febrero de 2013. |                     |          |       |